# Pyganodon gibbosa
Pyganodon gibbosa är en musselart som först beskrevs av Thomas Say 1824.  Pyganodon gibbosa ingår i släktet Pyganodon och familjen målarmusslor. IUCN kategoriserar arten globalt som nära hotad. Inga underarter finns listade i Catalogue of Life.